# Список высших учебных заведений Тюменской области
В список высших учебных заведений Тюменской области включены образовательные учреждения высшего и высшего профессионального образования, находящиеся на территории Тюменской области и имеющие действующую лицензию на образовательную деятельность. Список вузов приведён в соответствии с данными сводного реестра лицензий, в список филиалов включены организации, участвовавшие в мониторинге Министерства образования и науки Российской Федерации 2017 года. По состоянию на 18 июля 2017 года в Тюменской области действующую лицензию имели 8 вузов и 6 филиалов.
Филиалы вузов, головные организации которых находятся в иных субъектах федерации, сгруппированы в отдельном списке. Порядок следования элементов списка — алфавитный.

## Список высших образовательных учреждений
| Название                                                  | Категория         | Статус      | Год основания  | Месторасположение | Число студентов |
| --------------------------------------------------------- | ----------------- | ----------- | -------------- | ----------------- | --------------- |
| Государственный аграрный университет Северного Зауралья   | государственный   | университет | 1959           | Тюмень            | 5483            |
| Тобольская духовная семинария                             | негосударственный | семинария   | 1743           | Тобольск          |                 |
| Тюменская библейская семинария христиан веры евангельской | негосударственный | семинария   |                | Ялуторовск        |                 |
| Тюменский государственный институт культуры               | государственный   | институт    | 1991           | Тюмень            | 1383            |
| Тюменский государственный медицинский университет         | государственный   | университет | 1963           | Тюмень            | 4038            |
| Тюменский государственный университет                     | государственный   | университет | 1930           | Тюмень            | 18837           |
| Тюменский индустриальный университет                      | государственный   | университет | 1956           | Тюмень            | 23564           |
| Тюменское высшее военно-инженерное командное училище      | государственный   | училище     | 1940 1957 1968 | Тюмень            |                 |

## Список филиалов высших образовательных учреждений
| Название                                                                             | Категория         | Статус      | Год основания | Месторасположение | Месторасположение головной организации | Число студентов |
| ------------------------------------------------------------------------------------ | ----------------- | ----------- | ------------- | ----------------- | -------------------------------------- | --------------- |
| Ишимский педагогический институт (филиал Тюменского государственного университета)   | государственный   | институт    |               | Ишим              | Тюмень                                 | 2139            |
| Тобольский индустриальный институт (филиал Тюменского индустриального университета)  | государственный   | институт    |               | Тобольск          | Тюмень                                 | 1019            |
| Тобольский педагогический институт (филиал Тюменского государственного университета) | государственный   | институт    |               | Тобольск          | Тюмень                                 | 2852            |
| Тюменский филиал Сибирского университета потребительской кооперации                  | негосударственный | университет | 1999          | Тюмень            | Новосибирск                            | 272             |
| Филиал в Тюмени Московского института государственного управления и права            | негосударственный | институт    | 1998          | Тюмень            | Москва                                 | 1134            |
| Филиал в Тюмени Уральского государственного университета путей сообщения             | государственный   | университет | 1998          | Тюмень            | Екатеринбург                           | 234             |